# Serrat del Pedró (Granera)
El Serrat del Pedró és una formació muntanyosa del terme municipal de Granera, a la comarca del Moianès.

El Serrat del Pedró, respecte del terme de Granera

Està situada a la part central del terme, on s'estén de nord a sud. L'extrem septentrional és la Roca de l'Àliga; en el sector nord del serrat enllaça amb la Serra de Granera, i el Serrat del Pedró va guanyant alçada conforme es decanta cap al sud, fins que arriba al seu cim culminant, el Pedró, situat ja a prop i al nord del Barri de Baix.